# Élections sénatoriales françaises de 1876
Les élections sénatoriales françaises de 1876 ont lieu le 30 janvier 1876 pour l'élection de l'ensemble des 300 sièges à pourvoir du Sénat de la Troisième République dont 75 sénateurs inamovibles déjà élus par l'Assemblée Nationale.

## Mode de scrutin
Sur les 300 sénateurs, 225 sont élus par un collège de notables tandis que les 75 restants sont désignés à vie par l'Assemblée Nationale.

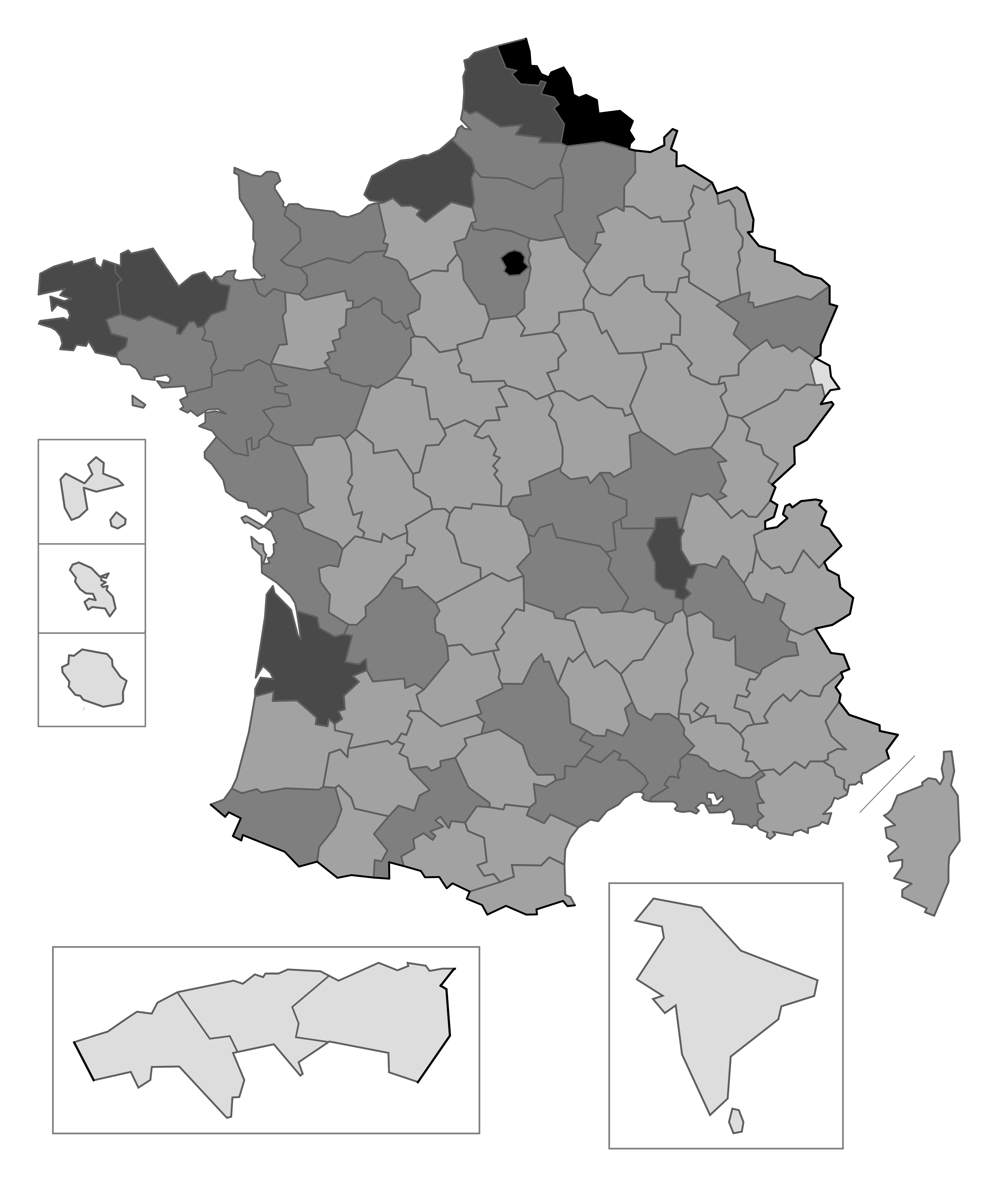
Répartition géographique des sénateurs non inamovibles, d'après la loi du 24 février 1875 :
5 sénateurs
4 sénateurs
3 sénateurs
2 sénateurs
1 sénateur

## Résultats

### D'après Mayeur et Cobin
| Tendances politiques | Tendances politiques                           | Total des sièges      | Total des sièges | Total des sièges | Total des sièges |
| Tendances politiques | Tendances politiques                           | Sénateurs inamovibles | Sénateurs élus   | Total            |                  |
| -------------------- | ---------------------------------------------- | --------------------- | ---------------- | ---------------- | ---------------- |
|                      | Bonapartistes                                  | 1                     | 39               | 40               |                  |
|                      | Monarchistes légitimistes                      | 11                    | 2                | 13               |                  |
|                      | Conservateurs monarchistes et constitutionnels | 8                     | 90               | 98               |                  |
|                      | Républicains conservateurs                     | 32                    | 52               | 84               |                  |
|                      | Républicains modérés                           | 15                    | 35               | 50               |                  |
|                      | Républicains radicaux                          | 8                     | 7                | 15               |                  |
| Total                | Total                                          | 75                    | 225              | 300              |                  |

### D'après Seignobos, Salmon ou Duclert
|       | Extrême droite (dont Chevau-légers)                        | 2   |     |     |
|       | Bonapartistes (dont Appel au peuple)                       | 40  |     | 40  |
|       | Conservateurs monarchistes                                 | 77  |     | 13  |
|       | Constitutionnels                                           | 17  |     | 98  |
|       | Centre gauche                                              | 52  |     | 84  |
|       | Gauche républicaine                                        | 33  |     | 50  |
|       | Extrême gauche (dont Union républicaine et Extrême gauche) | 7   |     | 15  |
| Total | Total                                                      | 229 | 225 | 300 |

## Conséquences
Il s'agit d'une courte victoire de la droite avec ses 151 sièges contre les 149 républicains. La droite et la gauche sont cependant chacun divisées en trois mouvances. Les divisions sont comme suit : les légitimistes avec 13 sièges, les bonapartistes avec 40 sièges, les Orléanistes et les « constitutionnels », ceux qui ne veulent qu'appliquer les lois constitutionnelles de 1875 à leur strict minimum, avec 98 sièges. Les républicains sont répartis entre le groupe Centre gauche avec 84 sièges, les républicains dits « opportunistes » avec 50 sièges et enfin les radicaux avec 15 sièges.